# Alain Suberchicot
Alain Suberchicot, né le 20 novembre 1953, est un universitaire français, docteur ès-lettres, professeur d'études américaines, directeur de thèse, spécialiste des questions environnementales dans l’univers culturel nord-américain.

## Carrière universitaire
Après un début de carrière dans l'enseignement secondaire dans le Nord de la France et dans la région parisienne, il enseigne à l'université de Pau et des Pays de l'Adour puis, de 1989 à 1999, est professeur d'études américaines à l'université Clermont-Ferrand-II et, de 1999 à 2013, à l'université Jean-Moulin-Lyon-III.

## Le spécialiste de la conscience de la nature
Il s'intéresse en particulier au genre littéraire dit nature writing (« écrits sur la nature », « littérature de la nature »), et à ses auteurs, (poètes et penseurs) phares comme Henry David Thoreau, Rick Bass, John Muir ou encore Barry Lopez, et  plus généralement au mouvement environnementaliste des intellectuels de Nouvelle Angleterre qui a contribué à la formation d'un inconscient collectif culturel américain. Il s'attache aussi à comparer cette conscience de la nature dans la littérature française (Gide, Lévi-Strauss, Le Clézio). Cela le conduit à une réflexion et à des ouvrages fréquemment évoqués,,, sur l'écologie et le développement durable selon lesquels la science et le rationalisme moderne sont enrichis et tempérés par les valeurs morales héritées de la tradition littéraire.
Il analyse également la mondialisation culturelle comme enrichissement mutuel des nations et de leur culture respective. Et en tant que professeur d'université, il défend l'interdisciplinarité dans l'enseignement supérieur en vue de la construction d'une responsabilité civique.
En parallèle, il s'intéresse au domaine des cultural studies (« études culturelles »)  et publie des romans sous un nom de plume (Antoine Saron). En particulier, Éros à bâtons rompus  (ouvrage signé Saron) est une tentative de ré-écriture et un pastiche du Corydon d'André Gide.
Son ouvrage Moby-Dick, désigner l'Absence est une étude qui propose des analyses au croisement des études de genre (gender studies) américaines et des savoirs de l'écocritique.

## Travaux

### Ouvrages (sélection)
- Treize Façons de regarder Wallace Stevens. Une écriture de la présence, Paris, L'Harmattan, collection Le Monde nord-américain, dirigée par Pierre Lagayette, 1998, 304 pages  (ISBN 978-2738470669).
- Littérature américaine et écologie, Paris, L'Harmattan, collection Le Monde nord-américain, dirigée par Pierre Lagayette, 2002, 257 pages  (ISBN 978-2747525374).
- The Complete Poems, Elizabeth Bishop, cours de concours, analyse de l'œuvre, 105 pages, précédé d'une introduction méthodologique de Patrick Chézaud, coll. Amphi dirigée par Patrick Chézaud et Martha Dvorak, Rosny, Bréal, 2002  (ISBN 978-2749500751).
- Moby Dick, désigner l’absence, Paris, Honoré Champion, 2008  (ISBN 978-2745318237)[14],[15].
- Littérature et environnement - Pour une écocritique comparée, Honoré Champion, 2012  (ISBN 978-2745322531)[16],[17].

### Articles, conférences et essais (sélection)
- Poésie anti-nucléaire et mythe prolongé chez Brian Coffey and Jonathan Griffin in Dear Brian, Études Anglaises: Grande-Bretagne, États-Unis, Paris, 1987[18].
- L’Homoérotisme de Walt Whitman, numéro spécial Whitman, 1991[19].
- Censure et anti-censure dans la poésie américaine, Alain Suberchicot; Jacqueline S Ollier; Association française d'études américaines.Transatlantica, AFEA, 1993[20].

- Perdre et trouver le sens : textes réunis et présentés par Alain Suberchicot ; colloque organisé par le Centre de recherche sur les littératures modernes et contemporaines, Université Blaise-Pascal, Clermont-Ferrand II, 1994  (ISBN 9782909880099)[21]
- (en) Scenes, Prospects and the growth of the Ecologist's Mind: On Henry David Thoreau, in Arobase Vol 2, 1998.
- (en) Wilderness an Domesticity: Secret correlations in American Environmental Culture, in Arobase Vol 2, 1998[22].
- Alain Suberchicot, « Massachusetts, 1837-1861. Henry-David Thoreau et la fabrication du paysage naturel », dans Odile Marcel (dir.), Le défi du paysage : un projet pour l'agriculture, Seyssel, Champ Vallon, 2004, p. 81-98.
- (en) John Elder's Vermont, the value of territory as example, Cercle 13, 2005[23].
- (en) Book review: Louise W. Knight, Citizen: Jane Addams and the Struggle for Democracy , Chicago et Londres : The University of Chicago Press, 2005,  Alain Suberchicot, Université Jean-Moulin-Lyon-3[24].
- (en) Why do Cultures Change? The Challenges of Globalization, OAI, 2008[25],[26].

### Traduction
- Désobéir de Henry David Thoreau, traduction : Sophie Rochefort-Guillouet, Alain Suberchicot, édité par Michel Granger, 10/18, 1999,  (ISBN 978-2-264-02497-8)[27].